# Pensionnats pour jeunes filles dans l'Angleterre georgienne et victorienne

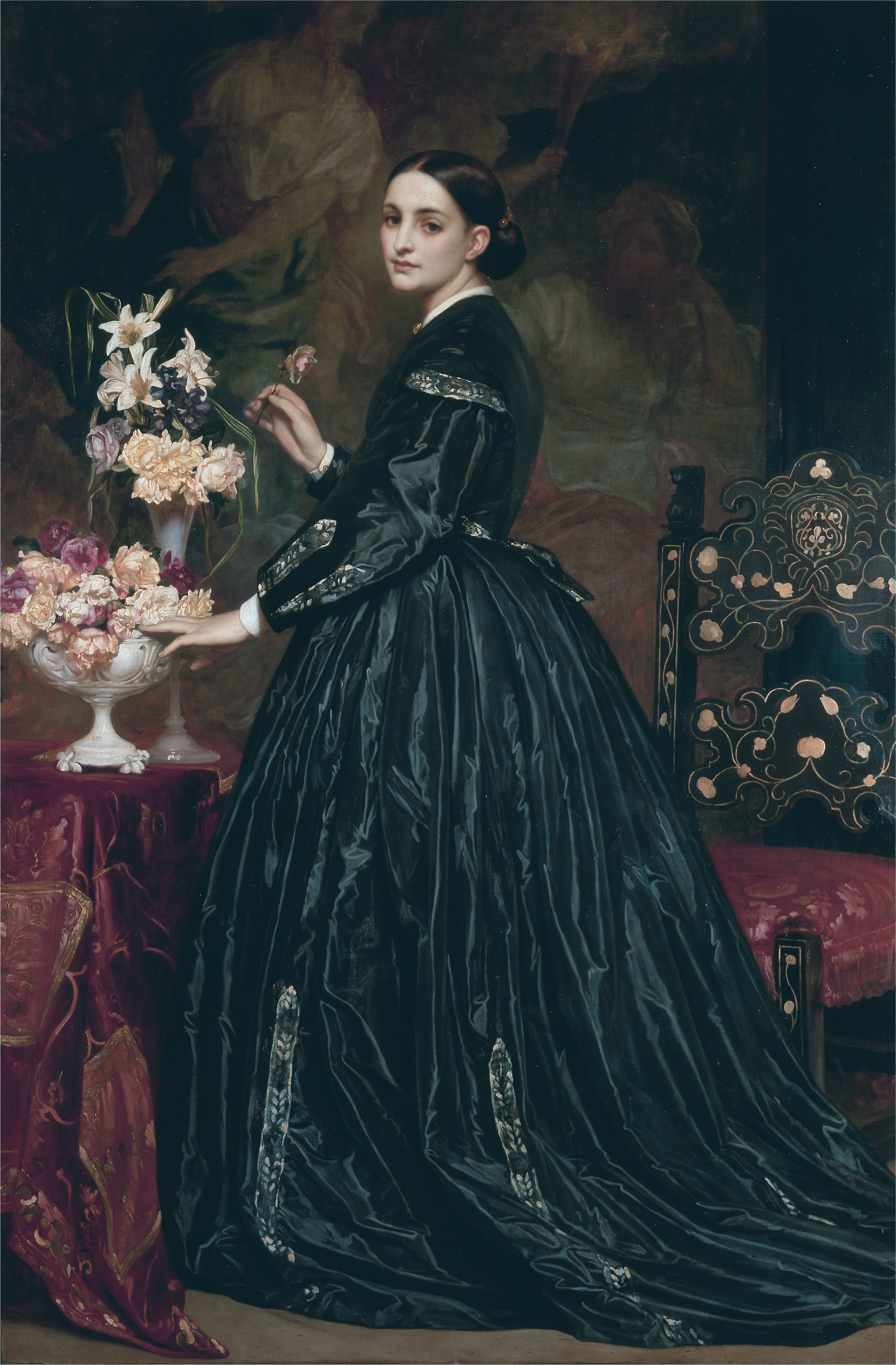
Mrs Ellinor Guthrie (vers 1865), par F. Leighton.
Une lady, sachant faire honneur à sa maison par ses accomplishments (talents d'agrément).

Les pensionnats pour jeunes filles (boarding schools for young ladies) dans l'Angleterre georgienne et victorienne sont un élément majeur de la condition féminine dans la société georgienne, puis victorienne, tant par les matières enseignées (les accomplishments, les talents d'agrément, tels que broderie, piano, chant ou aquarelle) que par les idées inculquées (préparer les femmes à être les dignes épouses de leur mari). 
Ces pensionnats souffrent des mauvaises conditions sanitaires de l'Angleterre d'alors, encore accrues par la vie collective, favorisant l'apparition de maladies (nourriture insuffisante, de mauvaise qualité, voire avariée, typhus, tuberculose ...). 
Cependant, malgré ces aspects négatifs, ces pensionnats prolongent la rapide amélioration de l'éducation des jeunes filles entamée dès le XVIIIe siècle. 
Le développement de la société britannique (machinisme, expansion coloniale) se traduit d'ailleurs par un accroissement du rôle des femmes dans la société, menant à une éducation de meilleure qualité dans la seconde moitié du XIXe siècle.

## Origine et époque georgienne

### Mise en place d'un système éducatif pour jeunes filles
Depuis le XVIe siècle, l'Angleterre compte des charity schools, destinées à permettre de donner un minimum d'éducation aux jeunes filles pauvres, mais ce n'est qu'au XVIIIe siècle qu'elles commencent à se développer véritablement. On les voit apparaître dans les environs de Londres, à Exeter, à Leeds, à Manchester, à Oxford. Selon l'affirmation de Bernard Mandeville en 1724, le but de ces pensionnats est de faire de vraies ladies à partir de jeunes filles des classes moyennes (« to make fine ladies out of middle class girls »), le but de cette éducation étant de permettre aux hommes de la bonne société d'orner leur maisonnée d'une femme formée aux accomplishments.
L'augmentation de la publication de livres, vers la fin du XVIIe siècle, est également un facteur de développement de cette éducation : la Bible, bien sûr, essentiel à une lady's library (« bibliothèque de dame »), mais aussi romans sentimentaux et pièces de théâtre. 
À l'orée du XIXe, en 1790, de nombreuses femmes non mariées gagnent leur vie en écrivant : ce peuvent être des livres d'histoire, des manuels d'éducation, de la poésie, des livres pour enfants... Mais c'est surtout dans le domaine du roman que les femmes écrivent, puisqu'on estime qu'entre 1692 et la fin du XVIIIe, la majorité des romans est écrite par des femmes, avec de nombreux écrivains célèbres qui apparaissent, tels que Ann Radcliffe, Charlotte Lennox, Fanny Burney et plus encore Jane Austen. C'est donc le XVIIIe qui, par cette interaction entre littérature et éducation, va permettre le développement de l'éducation féminine.

### Accomplishmentset contenu de l'enseignement

#### Fondamentaux de l'éducation
Dans les pensionnats de jeunes filles de bonne famille, les élèves se voient très tôt instruites du fait que leur vie et leur aisance futures dépendent de leur mariage. C'est pourquoi l'enseignement ne propose pas aux jeunes filles le même contenu que pour les garçons, et se centre sur l'acquisition de quelques connaissances de base complétées par les accomplishments, les talents d'agrément qui leur permettront plus tard de faire honneur à leur mari. 
On enseigne tout d'abord « les trois R » (« teach the three Rs »), c'est-à-dire la lecture, l'écriture, et le calcul (reading, (w)riting and reckoning). Outre cela, l'enseignement, tout au moins à l'époque georgienne ou au début de l'époque victorienne, est très centré sur les talents d'agrément que l'on attend chez une jeune femme accomplie, tels que dentelle, broderie, point de croix, qu'on appelle work (« ouvrage »), la connaissance du français, du dessin, de l'aquarelle, du chant, de la danse, du piano, etc. 

#### Les principauxaccomplishments

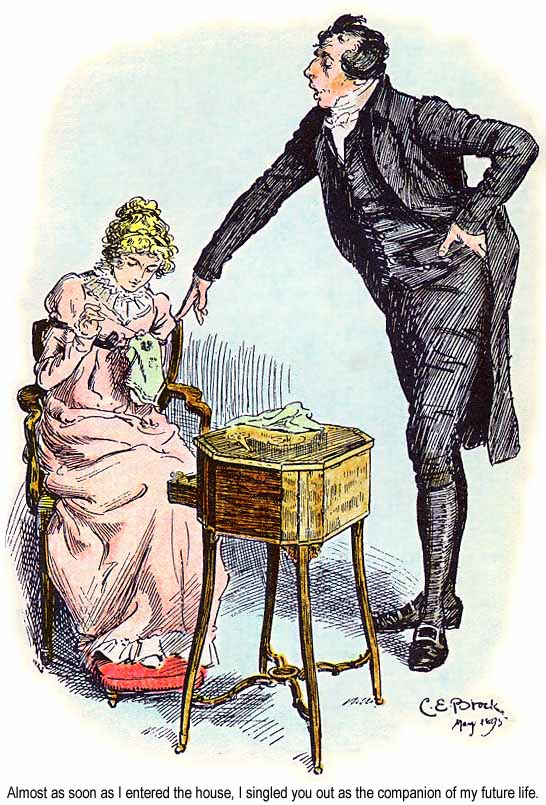
Elizabeth Bennet, harcelée par Mr Collins, se réfugie dans son « ouvrage » (work).

Comme le formule joliment Jane Austen au début d’Emma, 

« Mrs Goddard était la maîtresse d'un vrai pensionnat, à l'ancienne, où l'on vendait une quantité raisonnable d'accomplishments pour un prix raisonnable, et où l'on pouvait envoyer des jeunes filles pour s'en débarrasser, car elles pourraient, par leurs efforts, y acquérir un peu d'éducation, sans le moindre risque qu'elles en reviennent en étant devenues de petits prodiges. »

La question des accomplishments souhaitables chez une femme est développée avec beaucoup de détails et de nuances dans Orgueil et Préjugés, lors de la discussion animée qui se déroule à Netherfield et met aux prises Mr Darcy, Charles Bingley, sa sœur Caroline Bingley et Elizabeth Bennet : pour Charles Bingley, il s'agit seulement de « peindre de petites tables, broder des écrans et tricoter des bourses ». Caroline, qui loue les talents de Georgiana Darcy, si accomplie et si bonne pianiste, fait la liste des arts qu'il convient d'étudier : musique, dessin, danse, langues étrangères (essentiellement le français, mais aussi parfois l'allemand ou l'italien, comme Anne Elliot), y ajoutant « ce je ne sais quoi » dans la démarche et les manières qui est la marque de la parfaite élégance. Mr Darcy y ajoute la nécessité de « cultiver son intelligence par de nombreuses lectures ». Elizabeth ne peut que rire de ce portrait de « perfect lady », tellement idéal qu'il lui semble impossible qu'une femme réunisse l'ensemble de ces qualités. Elle-même est, au sens littéral du terme, un personnage « extraordinaire » qui montre son indépendance, et refuse d'être parfaitement « accomplie » selon les critères en vigueur, par exemple en marchant seule trois miles à travers la campagne boueuse, ou en dédaignant de s'exercer au piano.

#### Importance sociale desaccomplishments
Un aspect essentiel des accomplishments apparaît d'ailleurs régulièrement dans les romans de Jane Austen : c'est sur les femmes que repose en effet l'agrément de la vie en société. 
À une époque où les occasions d'entendre de la musique sont rares et coûteuses, une femme musicienne peut charmer les invités de quelques pièces de piano, voire chanter comme le font Emma Woodhouse et Jane Fairfax (Emma) lors de la soirée chez les Cole, ou encore fournir l'accompagnement musical indispensable à un bal improvisé. De même, en l'absence de procédé photographique, c'est du talent de dessinatrice ou d'aquarelliste des jeunes femmes que dépend la seule possibilité pratique de fixer un visage aimé (à l'instar d'Emma faisant le portrait d'Harriet Smith à la demande de Mr Elton), ainsi que le montre d'ailleurs le seul portrait connu aujourd'hui de Jane Austen, dessiné par sa sœur Cassandra.

## Situation vers le milieu duXIXesiècle

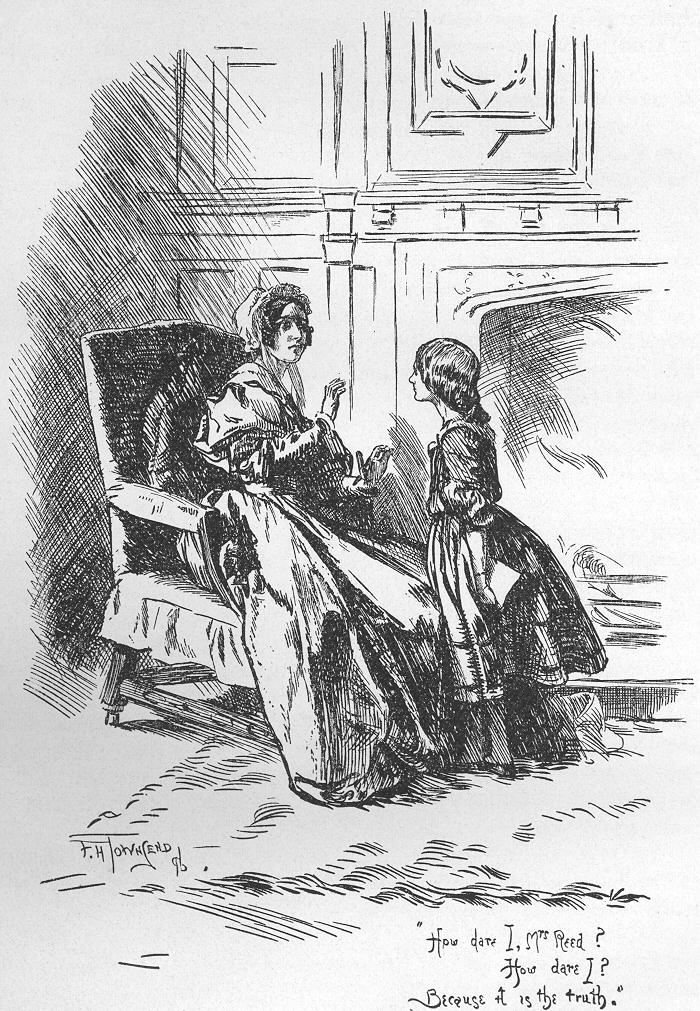
Jane Eyre, disant son fait à « sa tante », Mrs Reed, avant que celle-ci ne l'envoie dans le dur pensionnat de Lowood (seconde édition de Jane Eyre, en 1847).

### Contrôle de la moralité
Une règle généralement suivie pour obtenir une haute tenue morale dans les écoles pour jeunes filles est la lecture systématique du courrier, entrant et sortant, par les maîtresses d'école. Cette surveillance permanente engendre des réactions de méfiance, de duplicité (en cherchant à contourner la règle avec l'aide des domestiques), et créé par-dessus tout une forte sensation de violation de l'intimité.
Pour le corps enseignant, ceci présente un avantage en empêchant les jeunes filles de se plaindre à leurs parents, sauf lors des vacances. Ceci contribue puissamment à limiter la prise de conscience par les parents, non seulement des mauvais traitements, mais aussi des risques sanitaires qu'encourent leurs enfants.

### Financement
Les pensionnats pour jeunes filles étaient bien souvent des établissements de petite taille, regroupant tout au plus quelques dizaines d'élèves, et établis dans des locaux d'habitation.
Le prix annuel à payer dans une école comme The Clergy Daughters' School de Cowan Bridge (destinée aux filles de pasteurs), où allèrent quatre des filles Brontë, était de 14 livres par an et par enfant, auxquelles il fallait ajouter 3 livres pour l'uniforme. Ce montant était d'ailleurs insuffisant pour couvrir autre chose que les dépenses de logement et de nourriture, et le coût de l'enseignement proprement dit était couvert par souscription.

### Nourriture et situation sanitaire
La nourriture est de façon générale en quantité insuffisante, et de très médiocre qualité. Très révélateur est le fait que, de façon générale, le corps enseignant ne mange pas à la table des élèves, et, même lorsque cela est le cas, ne partage pas les mêmes plats. Rogner sur la nourriture des élèves est bien souvent considéré comme une mesure d'économie.   
La situation sanitaire des pensionnats pour jeunes filles reflète la situation générale du pays à cette époque, encore aggravée par l'entassement des élèves, en particulier dans les chambres, la négligence des maîtres, et l'insuffisance des moyens sanitaires mis en œuvre en cas de problème.
La situation est aggravée par la dissimulation des difficultés par le corps enseignant. Les cas sont donc fréquents de jeunes filles qui retournent chez elles malades, et point n'est besoin d'aller bien loin pour trouver des exemples : ainsi, les deux sœurs aînées de Charlotte Brontë contractent la tuberculose à l'école de Cowan Bridge, et en meurent quelques semaines après que leur père les a ramenées chez elles.
Une source de l'époque affirme que, après un séjour de deux ou trois ans dans un pensionnat de jeunes filles, de la classe moyenne tout particulièrement, il est rare que les jeunes élèves en ressortent sans que leur santé en ait été altérée. 
De façon générale, il n'y a ni infirmerie ni infirmière qui permettent d'isoler et de soigner les petites malades en cas de problème. Ainsi la contagion peut-elle se répandre rapidement. 
De même, les locaux qui servent d'écoles sont très souvent des maisons, mal adaptées aux contraintes de l'enseignement, et mal pourvues en espaces récréatifs, qui permettraient un minimum d'activité physique. Celle-ci se limite pour l'essentiel à des promenades sur les routes, en rang par deux. Ce manque d'activité physique, ainsi que la position assise immobile exigée des élèves souvent pendant plusieurs heures tous les jours — en classe, en étude et au réfectoire — crée une sédentarité excessive, engendrant notamment des problèmes de dos chez de nombreuses élèves.

## Évolution
Le milieu du XIXe siècle marque une prise de conscience de la nécessité de faire évoluer l'enseignement donné aux jeunes filles, du fait de l'appel d'air engendré par l'expansion générale de la société, liée au développement du machinisme et des colonies.
Une enquête menée et publiée par le Fraser's Magazine en juin 1845 analyse l'ensemble de ces éléments, anticipant le rôle croissant des femmes dans la vie du pays, en posant dès cette époque la question « Is their education suited to their extended responsibilities? » (« Leur éducation correspond-elle à l'élargissement de leurs responsabilités ? »).
Dans la seconde moitié du XIXe siècle, l'éducation des jeunes filles est alors prise plus au sérieux, avec tout d'abord la création de collèges destinés à mieux former les futures enseignantes, et des écoles comme le Cheltenham Ladies' College commencent à offrir aux jeunes filles une éducation moins orientée vers les accomplishments, et plus proche de celle offerte aux garçons, avec l'accent porté sur les matières académiques et les sports de plein air. Ainsi, au cours du XIXe siècle, trois professions médicales sont ouvertes aux femmes : le métier d'infirmière, celui de sage-femme, ainsi que, en théorie, celui de médecin.